# Harry T. Orr
Harry Taylor Orr (* 9. Mai 1949 in Clifton Forge, Virginia) ist ein US-amerikanischer Neurowissenschaftler und Genetiker an der University of Minnesota.

## Leben und Wirken
Orr erwarb 1971 bei Michael V. Riley an der Oakland University einen Bachelor und 1976 bei Adolph Irvin Cohen und Oliver H. Lowry an der Washington University in St. Louis einen Ph.D. in Neurobiologie mit dem Thema Retinal neurochemistry: studies on amino acid transmitter candidates and cyclic nucleotides. Als Postdoktorand arbeitete er bei Jack L. Strominger an der Harvard University. Seit 1981 ist Orr an der University of Minnesota. Hier ist er heute (Stand 2023) Professor für Genetik und Direktor des Instituts für translationale Neurowissenschaften.
Orr befasst sich mit der Molekulargenetik neurodegenerativer Erkrankungen, insbesondere der autosomal-dominanten Form der spinozerebellären Ataxie (autosomal-dominante zerebellare Ataxie, SCA1). Er arbeitet intensiv mit der Forschungsgruppe von Huda Zoghbi am Baylor College of Medicine zusammen.
2014 wurde Orr Mitglied der National Academy of Medicine. 2022 erhielt er gemeinsam mit Zoghbi den Kavli-Preis für Neurowissenschaften. Orr hat laut Google Scholar einen h-Index von 101, laut Datenbank Scopus einen von 89 (jeweils Stand Juni 2024).
Harry Orr ist verheiratet und hat zwei Töchter.